# Hemangioma cavernós del sistema nerviós central
L'hemangioma cavernós del sistema nerviós central és un hemangioma cavernós que sorgeix en el sistema nerviós central (SNC). Pot ser considerat com una variant d'hemangioma que es caracteritza per grans vasos sanguinis dilatats i grans canals vasculars, menys ben circumscrit, i més involucrat amb estructures profundes, amb una única capa d'endoteli i una absència de teixit neuronal dins de les lesions. Aquests vasos de fines parets presenten cavitats sinusoidals plenes de sang estancada. Els vasos sanguinis en pacients amb malformació cavernosa cerebral (MCC) poden anar des d'uns pocs mil·límetres fins a diversos centímetres de diàmetre. La majoria de les lesions es produeixen en el cervell, però qualsevol òrgan pot estar afectat.

## Incidència
La incidència en la població general és més o menys d'un 0,5%, i els símptomes clínics típicament apareixen entre 20 a 30 anys. Inicialment s'havia considerat congènita, però s'ha donat casos d'aparició posterior. També pot aparèixer esporàdicament o presentar-se per dominància genètica.

## Símptomes
Els símptomes clínics amb origen al SNC inclouen mals de cap recurrents, dèficits neurològics, vessament cerebral, i atacs epilèptics, però l'hemangioma cavernós també pot ser asimptomàtic. La naturalesa i la severitat dels símptomes depèn de la ubicació de la lesió.